# Pteropus fundatus
Pteropus fundatus — вид рукокрилих, родини Криланових.

## Поширення, поведінка
Країни поширення: Вануату. Присутній в низинах, часто вторинних / порушених тропічних лісах. Цей вид був зібраний з сільських плантацій і садів. Цілком ймовірно, лаштує сідала в невеликих групах або індивідуально, можливо, на деревах або в листі.

## Охорона та загрози
Виду загрожує полювання на продовольство. Вид може додатково опинитися під загрозою тяжкої втрати місць проживання. Стохастичні події можуть поставити під загрозу обмежений ареал виду. Малоймовірно, що вид присутній у будь-якій з охоронних територій.